# Hans-Georg Stephan

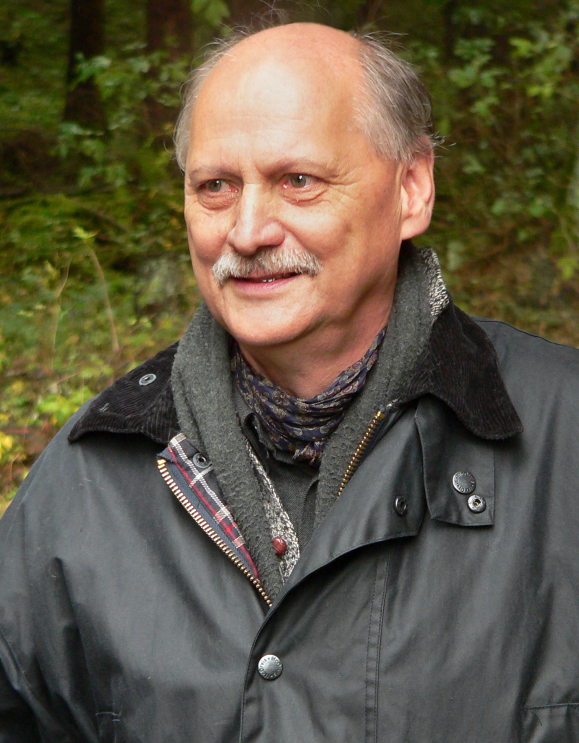
Hans-Georg Stephan, 2013

Hans-Georg Stephan (* 30. Mai 1950 in Dalhausen) ist ein deutscher Mittelalterarchäologe und emeritierter Hochschullehrer.

## Werdegang
1968 legte Hans-Georg Stephan am König-Wilhelm-Gymnasium (KWG) in Höxter das Abitur ab. Bereits als Schüler sowie Student entdeckte und untersuchte Stephan bei Flurbegehungen Wüstungen in der Umgebung von Höxter sowie in Abstimmung mit der Bodendenkmalpflege Baugruben im historischen Stadtkern von Höxter. Von 1968 bis 1975 absolvierte er ein Studium der Ur- und Frühgeschichte, Volkskunde und Historischen Hilfswissenschaften in Münster, München und Cardiff, das er mit der Promotion abschloss. Nachfolgend war er bis 1977 als wissenschaftlicher Angestellter an der Universität Kiel sowie in der Stadtarchäologie der Hansestadt Lübeck beschäftigt. Von 1977 bis 2004 war er als Akademischer Rat und außerplanmäßiger Professor an der Universität Göttingen tätig, wo er im Wintersemester 1991/92 habilitiert wurde und die Lehrberechtigung erhielt.
Zum 30. Dezember 2004 wurde er als Professor für die Archäologie des Mittelalters und der Neuzeit an das Institut für Prähistorische Archäologie der Martin-Luther-Universität Halle-Wittenberg berufen. 2015 wurde Stephan emeritiert.
Hans-Georg Stephan ist verheiratet und hat zwei Kinder.

## Forschungsschwerpunkte
- Interdisziplinäre archäologische Forschung im 1. und 2. nachchristlichen Jahrtausend vornehmlich in Mitteleuropa
- Mittelalterliche Siedlungs- und Landschaftsgeschichte (Siedlungsarchäologie)
- Stadttopographie und Baugeschichte
- Materielle Kultur, insbesondere Keramik und Glas der Renaissance
- Wirtschaftsgeschichte, insbesondere Töpferei, Metallurgie und Glasproduktion
- Archäometrie

## Aktuelle und frühere Projekte (Auswahl)
- Stadtwüstung Corvey
- Stadtwüstung Nienover
- Wüstung Schmeessen
- Wüstung Winnefeld
- Waldglashütten im Weserbergland, wie Reiherbachtal, Lakenborn, Kreickgrund
- Kloster Hethis
- Schloss und Kloster Goseck

## Veröffentlichungen (Auswahl)
- Archäologische Beiträge zur Frühgeschichte der Stadt Höxter (= Münstersche Beiträge zur Vor- und Frühgeschichte. 7, ISSN 0171-0621). Lax, Hildesheim 1973.
- Archäologische Studien zur Wüstungsforschung im südlichen Weserbergland (= Münstersche Beiträge zur Ur- und Frühgeschichte. 10/11). 2 Bände. Lax, Hildesheim 1978–1979, (Zugleich: Münster, Universität, Dissertation, 1975/1976).
- Coppengrave. Studien zur Töpferei des 13.–19. Jahrhunderts in Nordwestdeutschland (= Materialhefte zur Ur- und Frühgeschichte Niedersachsens. 17). Lax, Hildesheim 1981, ISBN 3-7848-1517-0.
- Großalmerode. Ein Zentrum der Herstellung von technischer Keramik, Steinzeug und Irdenware in Hessen. 2 Bände. Herausgegeben vom Glas- und Keramik-Museum Großalmerode. Geschichtsverein Großalmerode, Großalmerode 1985–1995. 
  - Teil 1: Die Geschichte der keramischen Gewerbe in Grossalmerode und die Entwicklung ihrer Produktion vom 12. bis zum 19. Jahrhundert. 1986;
  - Teil 2: Technische und Baukeramik, Tonpfeifen, Knicker, Steingut, Porzellan, Aspekte von Handel, früher chemischer Industrie, Bergbau und Gewerbegeschichte. 1995.
- Die bemalte Irdenware der Renaissance in Mitteleuropa. Ausstrahlungen und Verbindungen der Produktionszentren im gesamteuropäischen Rahmen. = Renaissance decorated pottery in Central Europe (= Bayerisches Nationalmuseum München. Forschungshefte. 12). Deutscher Kunstverlag, München 1987, ISBN 3-422-00779-2.
- Kacheln aus dem Werraland. Die Entwicklung der Ofenkacheln vom 13. bis zum 17. Jahrhundert im unteren Werraraum (= Schriften des Werratalvereins Witzenhausen. Heft 23, ZDB-ID 991114-5). Werratalverein, 1991.
- Keramik der Renaissance im Oberweserraum und an der unteren Werra. Beiträge der Archäologie zur Erforschung der Sachkultur der frühen Neuzeit (= Zeitschrift für Archäologie des Mittelalters. Beiheft 7). Rheinland-Verlag u. a., Köln u. a. 1992, ISBN 3-7927-1263-6.
- Der Chirurg von der Weser (ca. 1200–1265) – ein Glücksfall der Archäologie und Medizingeschichte. In: Sudhoffs Archiv. Band 77, Heft 2, 1993 S. 174–192, JSTOR:20777426.
- Zur Siedlungsgeschichte im Raum Fürstenhagen von der Steinzeit bis zum Ausgang des Mittelalters. In: Klaus Kunze: Fürstenhagen im Bramwald. Quellen und Darstellungen zur Ortsgeschichte. HeiKun, Uslar 1997, ISBN 3-933334-03-9, S. 9–35.
- Studien zur Siedlungsentwicklung und -struktur von Stadt und Reichskloster Corvey (800–1670). Eine Gesamtdarstellung auf der Grundlage archäologischer und historischer Quellen (= Göttinger Schriften zur Ur- und Frühgeschichte. 26, 1–3). 3 Bände. Wachholtz, Neumünster 2000, ISBN 3-529-01526-1.
- als Herausgeber: Der Solling im Mittelalter. Archäologie, Landschaft, Geschichte im Weser- und Leinebergland. Siedlungs- und Kulturlandschaftsentwicklung. Die Grafen von Dassel und Nienover (= Hallesche Beiträge zur Archäologie des Mittelalters und der Neuzeit. 1). archaeotopos-Verlag, Dormagen 2010, ISBN 978-3-938473-15-3.
- Archäologische Untersuchungen zu mittelalterlichen Dorfwüstungen und Waldglashütten im Solling bei Bodenfelde im weiteren regionalen und gesamteuropäischen Kontext. In: Göttinger Jahrbuch. Band 61, 2013, S. 325–354.
- Alchemie, Archäologie, Glas und Keramik. Funde aus einem frühneuzeitlichen Wittenberger Laboratorium im Rahmen der Technik-, Wirtschafts-, Wissenschafts- und Kulturgeschichte Europas (= Veröffentlichungen des Landesamtes für Denkmalpflege und Archäologie Sachsen-Anhalt – Landesmuseum für Vorgeschichte. 80). Landesamt für Denkmalpflege und Archäologie Sachsen-Anhalt – Landesmuseum für Vorgeschichte, Halle 2021, ISBN 978-3-948618-21-6.